# Eric Bloom
Eric Bloom (1 de diciembre de 1944) es un vocalista, guitarrista y teclista estadounidense, reconocido por ser el vocalista líder de la banda Blue Öyster Cult.

## Carrera
Bloom se unió a Blue Öyster Cult en 1969. Su primer disco fue grabado en 1972 por Columbia Records, y fueron votados como "La Mejor Banda Nueva" por la revista Creem. En 1976 la banda consigue su primer hit a nivel mundial, "(Don't Fear) The Reaper", del álbum Agents Of Fortune.
Bloom ha sido uno de los miembros más estables de la agrupación a través de las décadas, junto a Buck Dharma, guitarrista líder.
Fue llamado en 1985 a participar del disco Hear n' Aid, proyecto emprendido por Ronnie James Dio, en la canción Stars, donde compartía estudio junto a reconocidos vocalistas del momento como Rob Halford, Paul Shortino, Kevin DuBrow, Geoff Tate, Don Dokken y Dave Meniketti.

## Discografía

### Blue Öyster Cult
- Blue Öyster Cult 1972
- Tyranny And Mutation 1973
- Secret Treaties 1974
- Agents Of Fortune 1976
- Spectres 1977
- Mirrors 1979
- Cultösaurus Erectus 1980
- Fire Of Unknown Origin 1981
- The Revölution By Night 1983
- Club Ninja 1986
- Imaginos 1988
- Heaven Forbid 1998
- Curse Of The Hidden Mirror 2001